# Noturus eleutherus
Noturus eleutherus es una especie de peces de la familia Ictaluridae en el orden de los Siluriformes.

## Morfología
• Los machos pueden llegar alcanzar los 13 cm de
longitud total.

## Distribución geográfica
Se encuentran en Estados Unidos.